# 共和新路街道
共和新路街道是中国上海市静安区下辖的一个街道，位于原闸北区的中部，辖区面积2.72平方公里，户籍人口6.60万人（2008年）。由于近几年来内环以内房地产价格的持续增长，越来越多的人选择在闸北区内环外的共和新路地区购买房产，由此与彭浦新村街道、临汾路街道、大宁路街道和附近区的各个居住区、共同形成了泛沪北住宅区集中区域。

## 行政区划
共和新路街道下辖：柳营新村第一居委会、柳营新村第二居委会、洛平居委会、谈家桥居委会、沪北新村居委会、谈家宅居委会、谈家桥八十弄居委会、中山北路八零五弄居委会、柳营桥居委会、唐家沙居委会、洛川居委会、延新居委会、三阳居委会、洛川中路一千一百弄居委会、锦佳苑居委会、申地居委会、永乐居委会、和乐居委会、锦灏居委会、新理想居委会、嘉利居委会、洛善居委会、家豪城居委会。